# Real Betis Féminas
Real Betis Féminas is de vrouwenafdeling van de Spaanse voetbalclub Real Betis. De wedstrijden worden gespeeld in het stadion Ciudad Deportiva Luis del Sol in Sevilla, Spanje. Het stadion wordt gedeeld met het tweede elftal van Real Betis, Betis Deportivo Balompié.
Het team speelt thuis in een groen-gestreept shirt met witte broek met groene biezen. De uitwedstrijden worden gespeeld in het zwart met groene biezen of een roze shirt met groene broek. 
Het elftal werd in 2011 opgericht door een lokaal vrouwenelftal, Azahar CF, binnen Real Betis op te nemen. Sinds het seizoen 2016–17 speelt het team in de Primera División Femenina.

## Speelsters
- Merel van Dongen
- Ana Romero